# Annette Voigt
Annette Voigt (* 1957 in Schwäbisch Hall) ist eine deutsche Bildhauerin.

## Leben
Voigt wurde 1957 in Schwäbisch Hall geboren. Zwischen 1980 und 1986 studierte sie an der Akademie der Bildenden Künste Nürnberg bei Stephan Eusemann und Christian Höpfner. 1981 verbrachte sie einen Studienaufenthalt am Ontario College of Art & Design in Toronto. 2010 war sie Artist in Residence im ECKE Kunstforum in Augsburg. 2017 erhielt sie das Wilke-Atelierstipendium in Bremerhaven. 2018 erhielt sie den Preis der Kulturstiftung Erlangen, welcher Anfang 2019 im Rahmen einer Preisverleihung mit Performance übergeben wurde.
Voigt lebt in Erlangen.

## Ausstellungen

### Einzelausstellungen
- 2019 Festung, Max-Planck-Institut für die Physik des Lichts, Erlangen
- 2019 nass, Pavillon, des Gerhard-Marcks Hauses, Detail Marcks, im Hof und im Gerhard-Marcks Haus, Bremen
- 2018 Alle Tage, Galeriehaus Nord, Nürnberg
- 2017 dicht, Wilke-Atelier, Bremerhaven
- 2017 schwarz-weiß, (mit Ruth Loibl), Künstlerwerkstatt im L6, Freiburg
- 2016 REICH, Weisse Halle der Eisfabrik, Hannover
- 2016 Keine Wahl, Öffentliche Straßeninstallation, Nürnberg[2]
- 2013 Laden, Kunstverein Erlangen
- 2012 Heuhaufen, Forum Kunst, Weil der Stadt
- 2011 BRAZIL, Kunstverein Zirndorf
- 2010 Rohrwerk, ECKE Galerie, Augsburg
- 2008 Parzelle VI, (mit Dagmar Hugk), Projekt von Christine Baumann, im Wuk, Wien Florarium, Kunstverein Viernheim
- 2005 Grüngürtel, (mit Dagmar Hugk), Kunstverein Eisenturm, Mainz
- 2004 Garten, (mit Dagmar Hugk), Wasserturm der Kunsthalle Lingen, Garten, Kunstverein Rastatt-Pagodenburg

### Gruppenausstellungen
- 2019 Fontane lesen, mach dir ein Bild davon, Fontane 200, Neuruppin und LANDSCHAFFTKUNST, Neuwerder
- 2019 PING - PONG, Historischer Rathaussaal, Nürnberg
- 2018 RAUMZUSTAENDE, BILDHAUEREI HEUTE, Triennale IV, Kunsthalle Schweinfurt
- 2017 OPEN STRUCTURE, Kunstmuseum Erlangen
- 2016 SEHNSUCHTSORT, Botanischer Garten, Erlangen
- 2016 20, Galeria Domu Norymberskiego, Krakau, Polen; Krakauer Haus, Nürnberg
- 2015 Transformation, Europäisches Künstlerhaus Schafhof, Freising
- 2015 mixer, Kunst im Werk, Rheinfelden
- 2014 10 - Winterausstellung, Kunstverein Erlangen im Kunstpalais Erlangen
- 2013 Betreten verboten, KulturTransporter e.V., ehem. Quelle Nürnberg
- 2013 Seidenpudelspitz, SILIXENAG, Stadthalle Bayreuth
- 2012 Winterausstellung, Kunstverein Erlangen
- 2011 Teilnahme an der 5. Höhler Biennale, Gera ( K ) Ortung VII, Im Zeichen des Goldes, Stadt Schwabach ( K )
- 2009 Architektur: Konzept, Konkretisierung, Kunst, Kunstmuseum Erlangen, Teilnahme am Kunstpreis Langwasser, Franken Center Nürnberg ( K )
- 2008 5 Positionen, Erlangen Künstlerinnen, Kunstmuseum Erlangen ( K ) CONTAINART Fürth[3] im Rahmen der Kunsträume Bayern, Fürth
- 2007 TRIOOO für Franz Kafka, Galerie Helle Panke, Berlin
- 2006 300 Jahre Orangerie Erlangen, Schlosspark, Erlangen ( K ) TRIOOO für Kaspar Hauser, Citrushaus, Ansbach,
- 2005 Yellow Pages, Cabinet des Estampes, Museè d’Artet d’Histoire, Genf ( K )
- 2004 A square is sometimes shy, Stadtgalerie Villa Dessauer, Bamberg,
- 2004 TRIOOO für Josef von Fraunhofer, Fraunhofer-Gesellschaft, München,  TRIOOO für Bertolt Brecht, Teilnahme an: Ursache und Wirkung, Kulturforum Abraxas, Augsburg,
- 2003 Kommen Sie nach Hause, (Kuration: Steff Adams), 4-20-5-201 KINUTA FETAGAYA-ku TOKYO 10157-0073, Japan
- 2003 Eine Handvoll..., Kunstverein Erlangen
- 2003 TRIOOO für Lucas Cranach, Teilnahme am Lucas-Cranach-Preis, Wittenberg ( K )
- 2002 Kitchnhapping IV, Simultanhalle, Köln
- 2002 Blut & Boden, (mit Hector Solari) Stadtgalerie Villa Dessauer, Bamberg,
- 2002 Blickachse 02, Kunst im Park, Worms,
- 2000 Ich behaupte, Stadtgalerie Villa Dessauer, Bamberg ( K )
- 2000 Positionen und Tendenzen 2000 (mit Irmingard Beirle) Albrecht Dürrer Gesellschaft, Kunstverein Nürnberg ( K )
- 1999 Hallo mein Herz, Wilhelm-Fabry-Museum, Hilden ( K )
- 1998 Galerie für Zeitkunst, Bamberg
- 1997 Rituale, Stadtkirche Karlsruhe
- 1996 Raumkonzept Kubus, Pasinger Fabrik München ( K )

## Kataloge
- Arbeitsheft: Zeitarbeit, 2014
- Arbeitsheft: dazwischen, 2013
- Arbeitsheft: drinnen und draußen, 2008